# Bythocrotus cephalotes
Espèce
Synonymes
- Mogrus cephalotes Simon, 1888

Bythocrotus cephalotes est une espèce d'araignées aranéomorphes de la famille des Salticidae.

## Distribution
Cette espèce est endémique d'Haïti,.

## Description
La femelle subadulte holotype mesure 7 mm. Le mâle décrit par Bryant en 1943 mesure 4,6 mm et la femelle 5,0 mm.

## Publication originale
- Simon, 1888 : Études arachnologiques. 21e Mémoire. XXIX. Descriptions d'espèces et de genres nouveaux de l'Amérique centrale et des Antilles. Annales de la Société Entomologique de France, sér. 6, vol. 8, p. 203-216 (texte intégral).